# Socialismo libertario

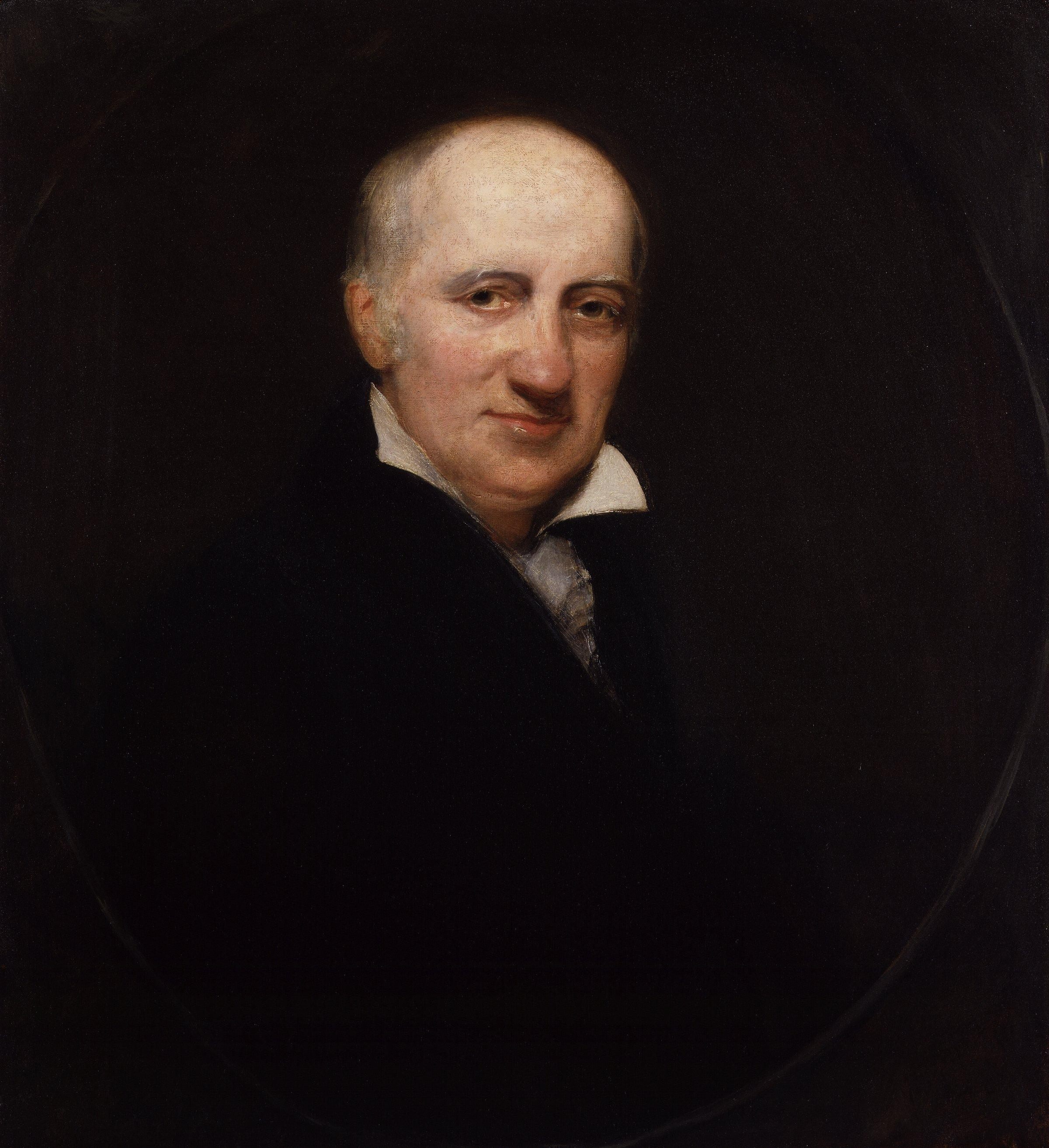
William Godwin, uno de los precursores del término «Socialismo».

El socialismo libertario es un grupo de filosofías políticas que favorecen la socialización de los medios de producción, es decir la expropiación y la colectivización de la propiedad privada, y que el rumbo de la producción —qué producir y qué no producir— se decida mediante asambleas de trabajadores. Estas ideologías suelen distinguirse del socialismo mayoritario —al que llaman socialismo de Estado— en que abogan por el control obrero de los bienes productivos, en vez del control estatal, mientras que al igual que otras formas de socialismo rechazan el capitalismo político moderno —la organización de la producción basada en la propiedad privada y la economía de mercado actuales. 
Los socialistas libertarios de diferentes corrientes generalmente apoyan la expropiación y la colectivización —la abolición de la propiedad privada y de la economía de mercado por una propiedad comunitaria— si estas se realizan usando medios descentralizados como el gobierno asambleario de la organización política y la producción económica, sindicatos y consejos obreros. Su intención al pretender expropiar y colectivizar la mayoría de la propiedad y las empresas es, desde su perspectiva, la descentralización del poder político y económico. Los socialistas libertarios tienden a negar la legitimidad de muchas de las formas de propiedad privada actuales, debido a que miran a las relaciones sociales de propiedad privada y economía de mercado imperantes (propiedad y mercado intervenidos) como formas de organización que son antagonistas a la libertad individual.Es por ello que rechazan las relaciones supuestamente voluntarias del capitalismo de "libre mercado"(en verdad intervenido) puesto que consideran que en realidad serían forzosas, llamándolas esclavitud salarial. 
Los socialistas libertarios suelen ser críticos de la legitimidad del Estado —en tanto lo consideran protector de las propiedades ilegítimas de algunos individuos y creen que esta protección es contraria a la libertad individual.
Originalmente el término «socialismo libertario» se empezó a usar a inicios del siglo XX como un sinónimo de anarquismo socialista. Con el tiempo su uso se extendió a más corrientes de pensamiento ya que algunos socialistas no-anarquistas lo usaron para diferenciar su filosofía política del socialismo mayoritario o socialismo de Estado. La distintas ideas políticas y económicas que se agrupan bajo el término sombrilla «socialismo libertario» tuvieron su mayor impacto social a finales del siglo XIX e inicios del siglo XX, especialmente en países de Europa latina, Alemania y Rusia. Las filosofías comúnmente descritas como socialistas libertarias incluyen a la mayoría de las variantes del anarquismo socialista (especialmente al anarcocomunismo, el anarquismo colectivista, el anarcosindicalismo, y el mutualismo), así como al denominado movimiento autónomo, el comunalismo, la economía participativa, filosofías «marxistas libertarias» como el comunismo consejista y el luxemburguismo, y algunas versiones del socialismo utópico. Algunas interpretaciones minoritarias del socialismo libertario también han querido incluir a algunas versiones del anarquismo individualista dentro de esta familia de ideas.

## Terminología
El término «socialismo libertario» no se refiere a un sistema de pensamiento político y económico específico, y no hay una sola corriente que en particular haya sido fundada o teorizada bajo ese nombre, sino que es un término sombrilla usado en retrospectiva para agrupar distintas ideologías socialistas que comparten algunos elementos en común. A lo largo del tiempo «socialismo libertario» ha venido a significar un término alterno para el anarquismo socialista en unos casos, es decir una economía colectivizada sin Estado, y en otros casos se extiende para referirse con ese término a todas las formas de socialismo que aboguen por alguna forma de descentralización en la colectivización de los bienes, sin necesariamente abogar por el anarquismo o desde bases doctrinales marxistas no-leninistas. 

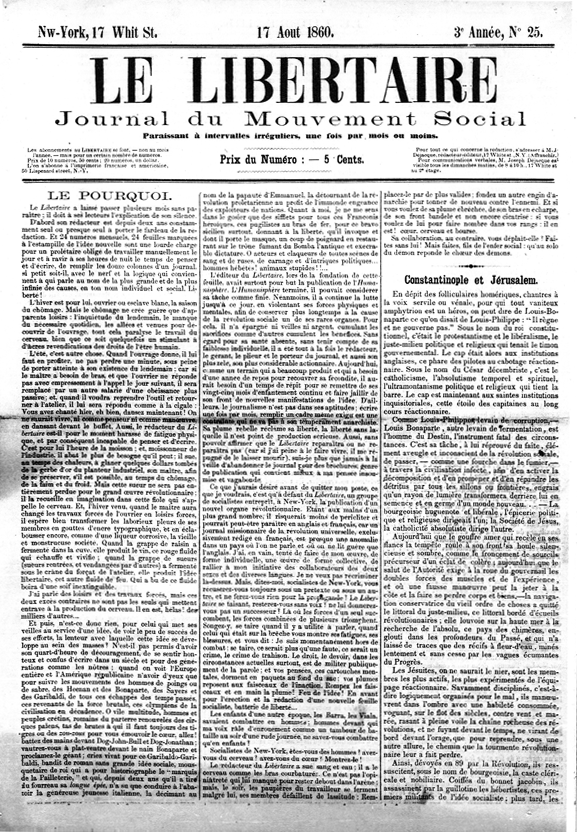
Edición de 17 de agosto de 1860 de la publicación comunista libertaria Le Libertaire editada por Joseph Déjacque. Un precedente del uso del término «libertario» en un contexto socialista libertario. Sin embargo las publicaciones de Déjacque tuvieron escasa difusión en su tiempo y la palabra no se empezó a usar en Francia hasta 1893 desde la declaración de las Lois scélérates.

El adjetivo «libertario» de la expresión «socialismo libertario» proviene de la palabra en francés «libertaire» que se empezó a usar en la prensa anarcocomunista francesa desde 1893 para evadir la prohibición en Francia sobre las publicaciones anarquistas decretadas en las Lois scélérates del mismo año. Posteriormente, en la misma Francia empieza a formarse en algún momento la expresión «socialismo libertario» equivalente a «anarquismo socialista» según algunos académicos afines al anarcocomunismo. En el contexto del movimiento socialista europeo, «socialismo libertario» se extiende en su uso lingüístico para describir a aquellos socialistas que se oponen al socialismo de Estado.
Sin embargo, varios pensadores del socialismo libertario son conscientes que en la actualidad el término «libertario» se refiere principalmente a los simpatizantes del capitalismo de libre mercado y que defienden la propiedad privada como el principal derecho humano.

## Contexto histórico
En un capítulo sobre la historia del socialismo libertario, el economista Robin Hahnel afirma que el periodo en el cual el socialismo libertario tuvo su mayor impacto fue a fines del siglo XIX hasta las primeras décadas del siglo XX.

A comienzos del siglo XX, el socialismo libertario fue una poderosa fuerza tal como la social democracia y el comunismo marxista-leninista. El Congreso Anarquista Internacional de San Imier después de pocos días del quiebre entre marxistas y libertarios en el congreso del la Primera Internacional realizado en La Haya en 1872, y así compitieron en forma exitosa por el apoyo de los activistas anticapitalistas, revolucionarios, sindicales y de partidos políticos por más de cincuenta años. Los socialistas libertarios jugaron un rol importante en las revoluciones rusas de 1905 y la de 1917. Los socialistas libertarios jugaron un rol dominante en la Revolución mexicana de 1911. Veinte años después de la Primera Guerra Mundial, los socialistas libertarios eran lo suficientemente fuertes como para luchar contra el fascismo en la guerra civil española.

## Corrientes

### Precedentes en retrospectiva

#### Revueltas campesinas en la era posterior a la reforma protestante

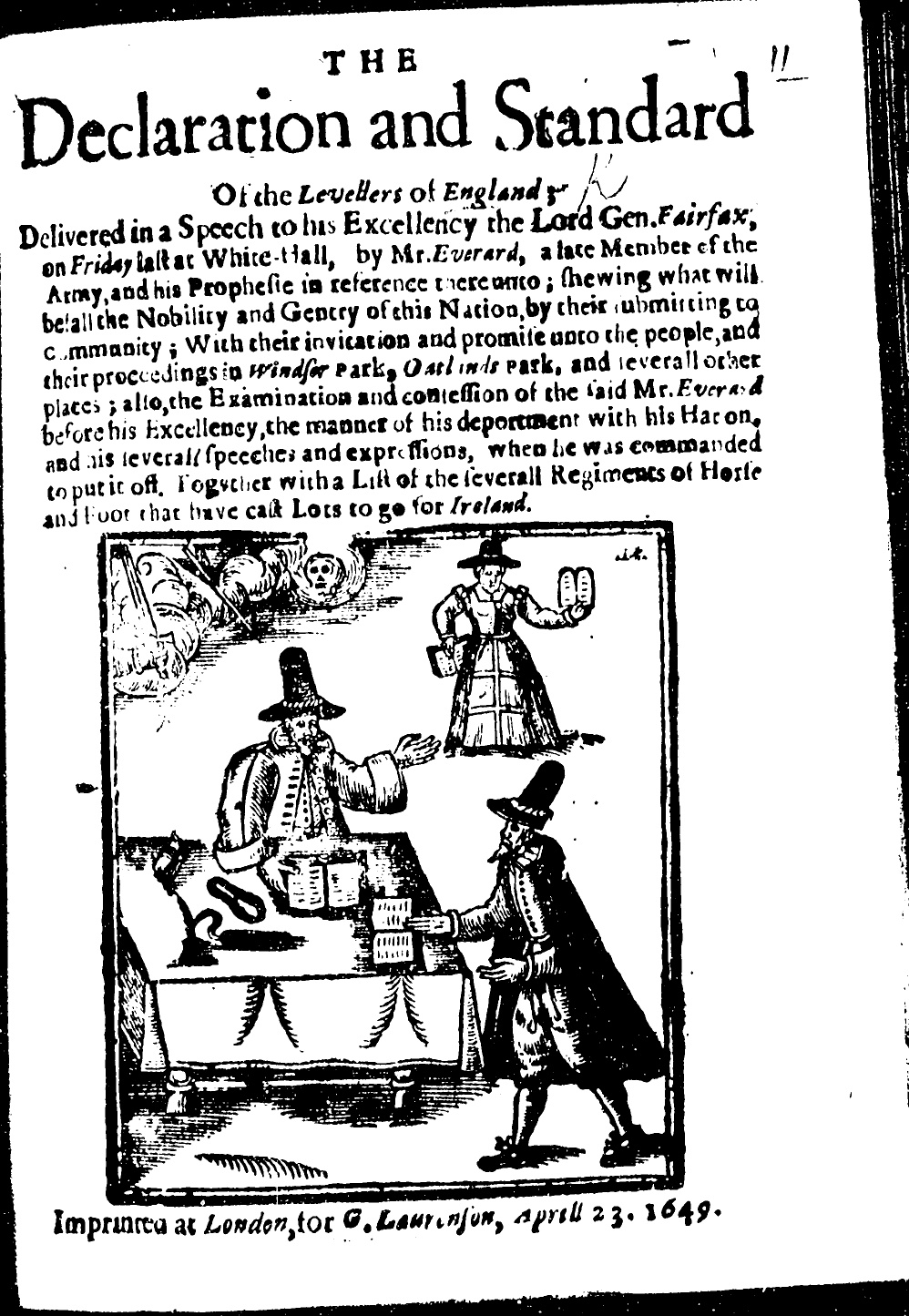
Xilografía de un documento de los Diggers por William Everard.

Varios autores socialistas libertarios han identificado el trabajo escrito y la acción política del reformador social Gerrard Winstanley y su grupo the Diggers como precedentes importantes de esta línea de pensamiento. Para el historiador anarquista George Woodcock «aunque Proudhon fue el primer escritor que se autodescribió como anarquista, por lo menos dos sistemas previamente definidos contenían los elementos básicos del anarquismo. El primero fue Gerrard Winstanley (1609-c. 1660), un pañero de linen que dirigió el pequeño movimiento de los Diggers durante el Commonwealth. Winstanley y sus seguidores protestaron en el nombre del cristianismo radical contra la crisis económica que siguió a la Guerra Civil Inglesa y en contra de la desigualdad que los líderes de la New Model Army parecía que querían preservar. En 1649–1650 «los Diggers ocuparon grandes extensiones de tierra en el sur de Inglaterra y trataron de conformar comunidades basadas en el trabajo de la tierra y el compartir de los bienes. Las comunidades fallaron pero una serie de panfletos de Winstanley sobrevivieron, entre los cuales The New Law of Righteousness (1649) fue el más importante». Para Murray Bookchin «en el mundo moderno, el anarquismo apareció en forma primera como movimiento de los campesinos y pequeños propietarios contra las decadentes instituciones feudales. En Alemania su vocero principal durante las Guerras Campesinas fue Thomas Müntzer; en Inglaterra, Gerrard Winstanley, un participante líder del movimiento Digger.

#### La Ilustración y la Revolución francesa

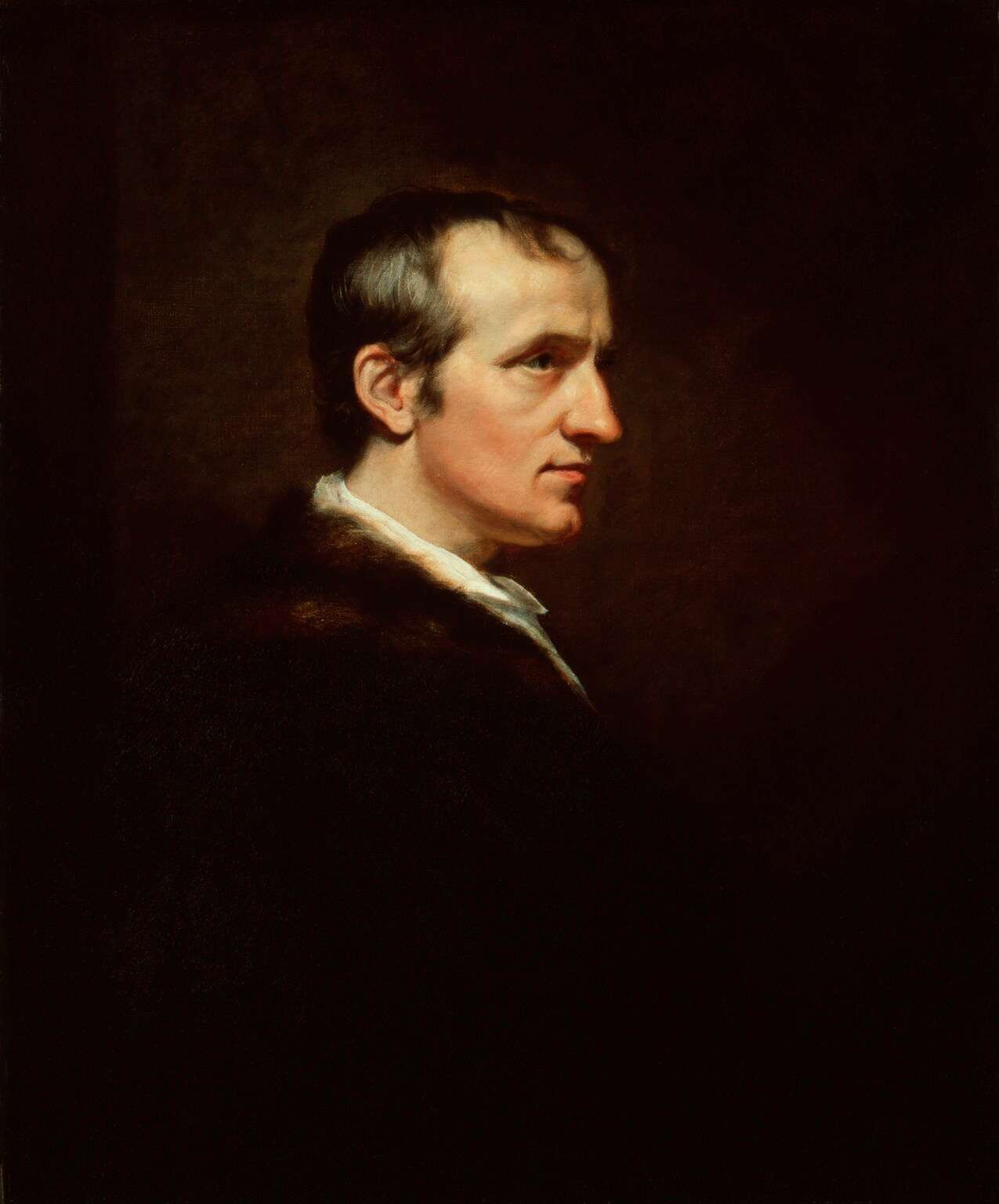
William Godwin.

Otro nombre usualmente mencionado es el del pensador inglés de la Ilustración William Godwin en su Justicia política (1793). Para Woodcock un modelo más elaborado del anarquismo, aunque todavía sin nombre, fue provisto por Godwin. Godwin fue un anarquista gradualista que estuvo influenciado por la tradición inglesa de disenso y la filosofía francesa de la ilustración. «Avanzó una forma desarrollada de las críticas básicas del Estado, la propiedad acumulada, y la delegación de la autoridad a través del procedimiento democrático».
Para Godwin «una sociedad puede existir perfectamente sin gobierno, si las comunidades son pequeñas y absolutamente autónomas»; y con respecto a la propiedad, según Kropotkin, aunque al principio Godwin estuvo a favor del comunismo, este «no tuvo el valor de mantener sus opiniones» y más tarde reelaboró enteramente el capítulo sobre la propiedad en su Justicia política.
Durante la Revolución francesa, Sylvain Maréchal en su Manifiesto de los Iguales (1796), demandó «el disfrute comunal de los frutos de la tierra» y deseaba la desaparición de la distinción entre rico y pobre. Durante dichos eventos los Enragés comenzaron a usar el término en forma positiva en oposición a las políticas jacobinas de centralización del poder.

#### La era del romanticismo y el socialismo utópico

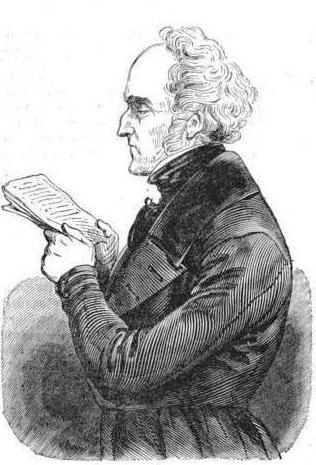
Charles Fourier.

Kent Browley en su prefacio al libro de Piotr Kropotkin La conquista del pan, consideró al socialista francés temprano Charles Fourier como el fundador de la rama libertaria del pensamiento socialista, en oposición a las ideas autoritarias de Babeuf y Buonarroti El anarquista Hakim Bey describe a las ideas de Fourier así: «En el sistema de Fourier de Armonía toda la actividad creativa incluyendo la industria, oficio, agricultura, etc. aparecerá de la pasión liberada —esta es la famosa teoría del “trabajo atractivo”. Fourier sexualiza al trabajo en sí —a vida del falansterio es una orgía continua de sentimiento intenso, intelección y actividad, una sociedad de amantes y entusiastas». Fourier influyó «el medio del siglo XIX en donde literalmente cientos de comunas se fundaron bajo principios fourieristas en Francia, América del Norte, México, América del Sur, Argelia, Yugoslavia, etc. Pierre-Joseph Proudhon, Friedrich Engels y Piotr Kropotkin lo leyeron con fascinación, tal como lo hizo André Bretón».
El anarquista Peter Sabatini reporta que en los Estados Unidos «del principios a mitad del siglo XIX, aparecieron una serie de grupos utópicos y contraculturales (incluyendo al llamado movimiento por el amor libre). El anarquismo de William Godwin tuvo influencia en esto, pero más que nada en el socialismo de Robert Owen y Charles Fourier. Después del éxito de su empresa británica, el mismo Owen estableció una comunidad cooperativa en New Harmony, Indiana durante 1825. Un miembro de esta comuna fue Josiah Warren, considerado como el primer anarcoindividualista».

### Corrientes anarquistas clásicas

#### Mutualismo

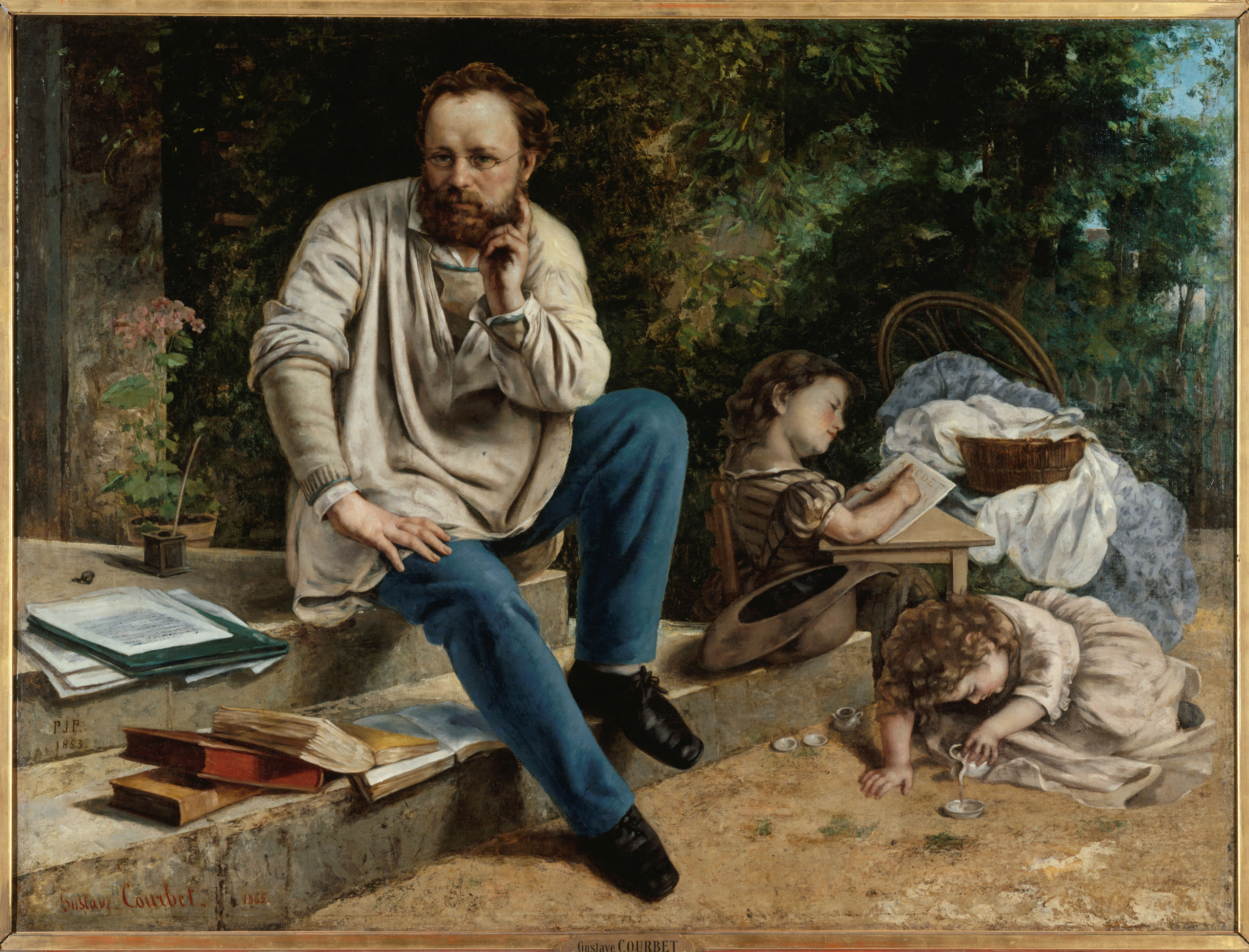
Pierre-Joseph Proudhon en un cuadro de Gustave Courbet

El mutualismo (del latín mutuum, mutuo o intercambio) es una antigua corriente del pensamiento anarquista, que puede ser atribuida a los escritos de Pierre-Joseph Proudhon, y que propone una sociedad futura sin Estado donde la propiedad de los medios de producción pueda ser individual o colectiva siempre que el intercambio de bienes y servicios represente montos equivalentes de trabajo. A partir de este esquema se construiría la sociedad mutualista que funcionaría asociando de forma libre a los productores en federaciones de industria que organicen la cooperación y reemplacen a los empleadores, extiendan certificados de tiempo-trabajo y préstamos a sus miembros, se hagan cargo de los productos finalizados, pacten servicios de policía, intercambien con otros grupos de comercio para su beneficio mutuo a través de una federación central habilitando a sus miembros para utilizar su crédito, y asimismo asegurarlos frente a las pérdidas.
El mutualismo está basado generalmente en la teoría del valor-trabajo que sostiene que cuando el trabajo o lo que este produce es vendido, en intercambio, este debe recibir bienes y servicios que abarquen "el monto de trabajo necesario para producir un artículo exactamente similar e igual utilidad". Recibir menos -o más- se consideraría explotación, robo de trabajo, o usura. El mutualismo también es crítico con la intervención del gobierno y con la propiedad privada de bienes naturales y se ha lo identificado muchas veces como una ideología económica a medio camino entre la economía clásica —liberal— y el socialismo, con características de ambos.

#### Anarquismo colectivista

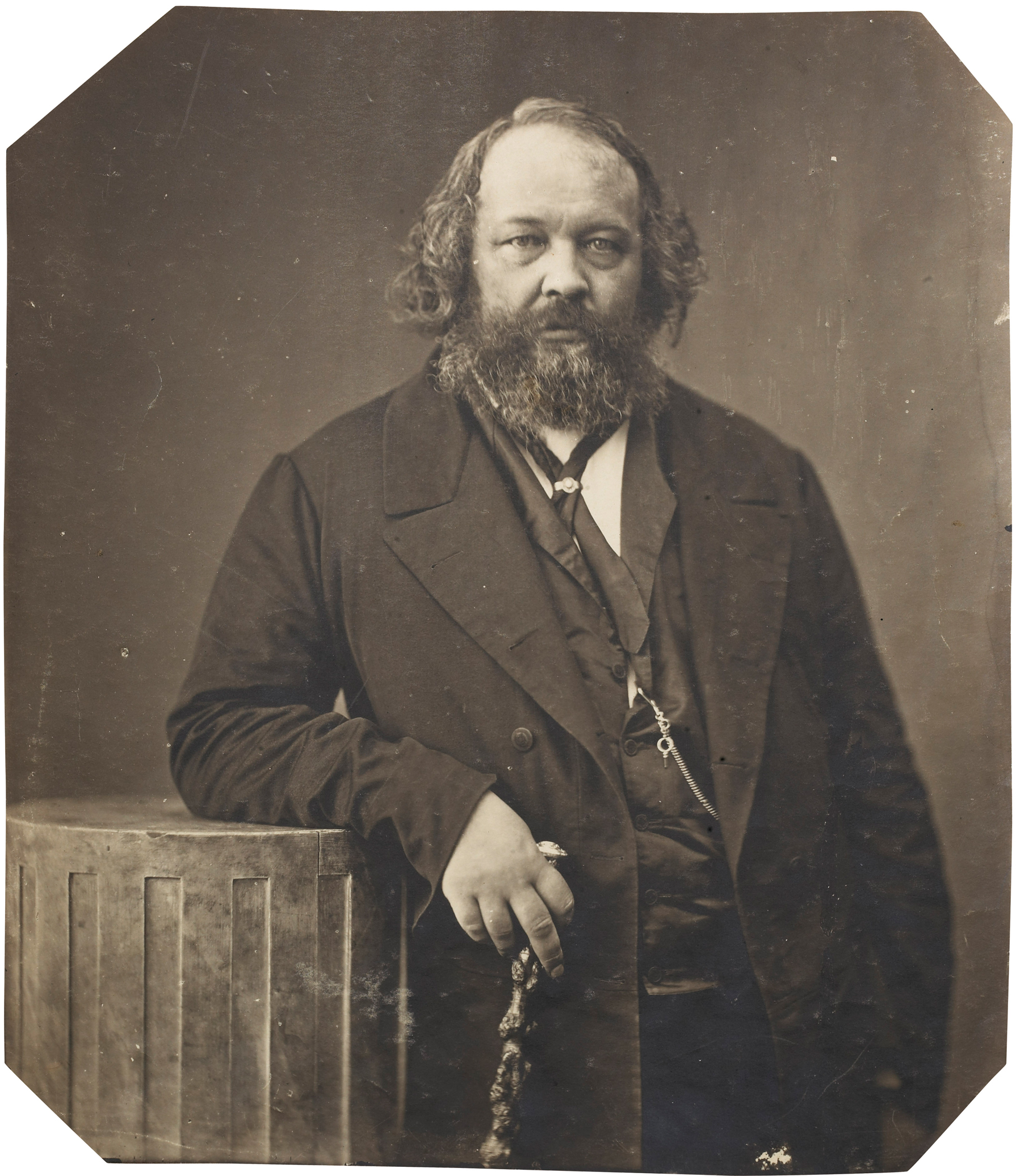
Mijaíl Bakunin, principal teórico del anarcocolectivismo

El anarquismo colectivista o anarcocolectivismo es una de las escuelas clásicas del anarquismo. Es una corriente de pensamiento acerca de la economía.
La propiedad de los medios de producción, distribución y cambio debe ser social y administrada colectivamente por los propios trabajadores reunidos en pequeñas asociaciones por afinidad mientras que cada uno de ellos produce según su voluntad (o según lo acordado) y cada uno debe recibir el producto íntegro de su trabajo según su mérito individual. Estas asociaciones a su vez estarían confederadas a través del principio federativo. Pero este sistema federal debe dejar, según los colectivistas, autonomía a las asociaciones que autogestionan los medios de producción.
Fue defendido por, entre otros Mijaíl Bakunin (quien enunció sus principios), James Guillaume o Ricardo Mella. Sus seguidores fueron expulsados de la Primera Internacional por las discrepancias con Karl Marx a la hora de afrontar los problemas del proletariado. Las ideas de Bakunin en contra del Estado y la necesidad de la acción directa forjaron esas discrepancias con la consiguiente creación del anarquismo militante como movimiento obrero internacional organizado. El anarcosindicalismo será luego la forma de llevar a cabo varias de estas ideas.

#### Anarquismo comunista

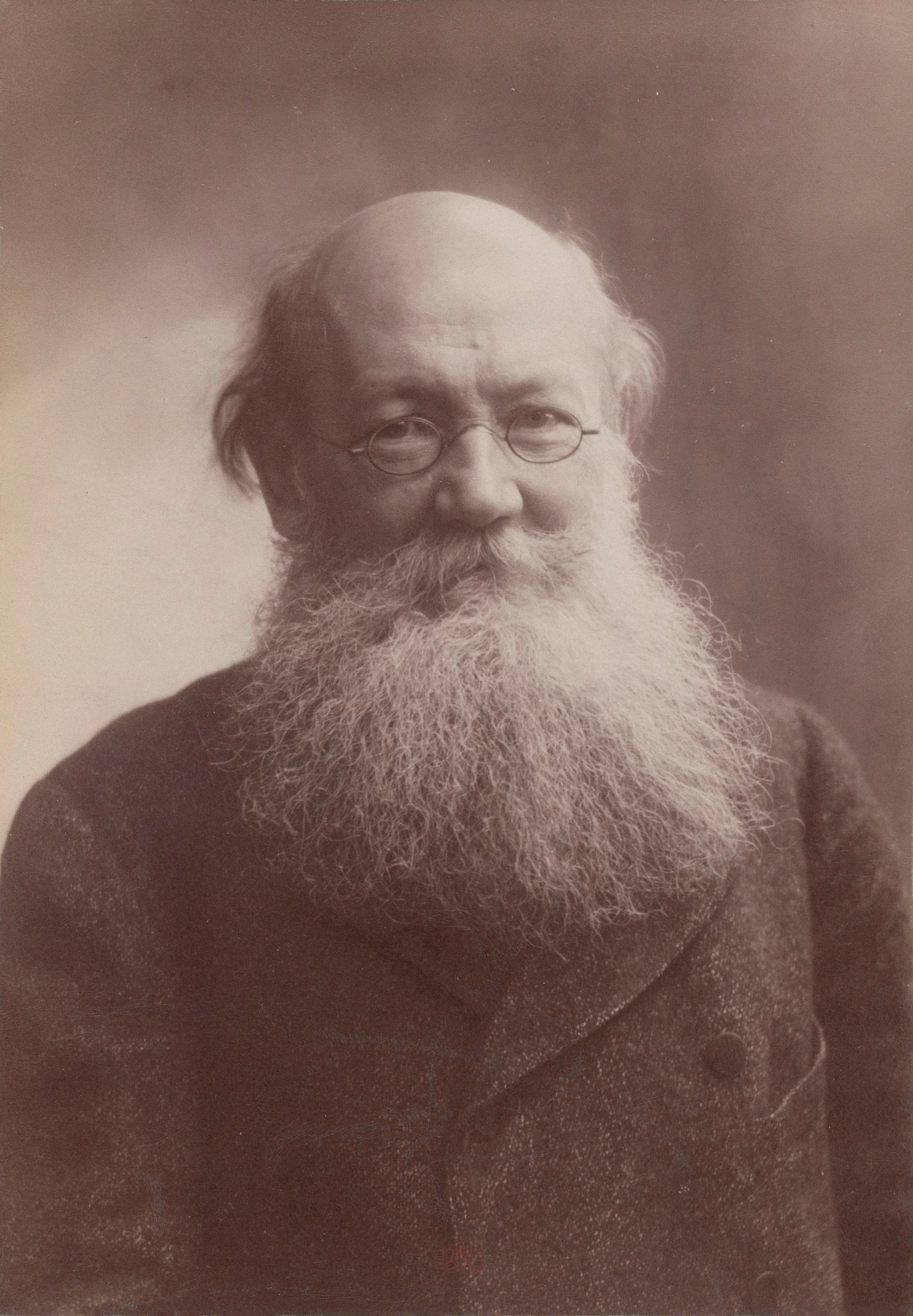
Piotr Kropotkin, principal teórico del anarcocomunismo

El anarcocomunismo (también conocido como anarquismo comunista o comunismo libertario) es una tendencia filosófica y económica dentro del anarquismo. Promueve la asociación voluntaria sin Estado, e igualitaria a través de la propiedad comunitaria o comunización de los bienes y servicios. Estos serían distribuidos a cada persona por medio de una economía gestionada por la comunidad, es decir, el comunismo entendido como comunidad de bienes.
El anarcocomunismo enfatiza que aparte de la abolición del Estado es necesaria además la abolición de las clases que aparecen de la desigual generación de riqueza. Así mismo, propone la abolición de la propiedad privada y el dinero. Cada individuo y grupo sería libre de contribuir a la producción y satisfacer sus necesidades basadas en sus propias elecciones. Los sistemas de producción y distribución serían manejados por los participantes en él.
La abolición del trabajo asalariado es central para el anarcocomunismo. Con la distribución de la riqueza basada en la determinación de las necesidades por las mismas personas, según esta teoría, la gente sería más libre de entrar en cualquier actividad que ellos se encuentren más realizados y el trabajo sería distribuido más equitativamente y de acuerdo con las capacidades individuales.

#### Anarcosindicalismo

De la unión del negro del anarquismo y el rojo del movimiento obrero surge la bandera del anarcosindicalismo.

El anarcosindicalismo es una de las ramas del anarquismo vinculada al movimiento obrero a través del sindicalismo. Es un método de organización y de lucha de los trabajadores a través de sindicatos autónomos del poder político. Es el resultado de la síntesis del anarquismo y la acción sindical revolucionaria. Se diferencia de otros movimientos anarquistas en que su ámbito de actuación característico (aunque no exclusivo) es el mundo del trabajo, complementándose con otras organizaciones de similar ideología para la consecución de los fines perseguidos.
Sus tácticas usadas son el federalismo, la autogestión, la acción directa (tratamiento de los conflictos laborales entre empleador y trabajadores, sin el concurso de terceros «representantes» que pudieran obstruir a los trabajadores organizados en asamblea), el apoyo mutuo, el antiestatismo y el internacionalismo. Históricamente rechazó recibir subvenciones estatales o de empresas privadas, manteniéndose así por sus propios medios (autosuficiencia económica o autogestión).

### Corrientes marxistas no leninistas

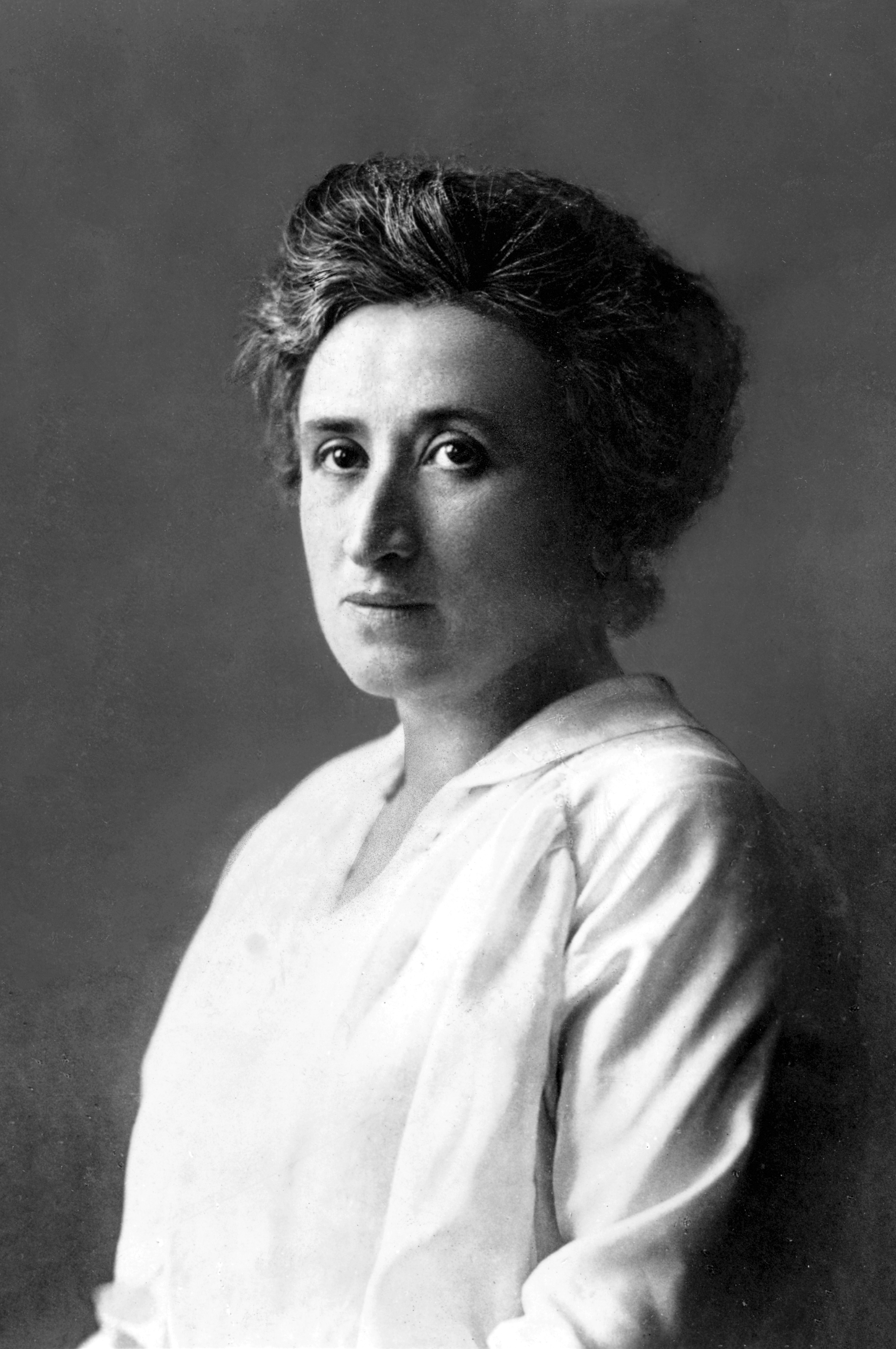
Rosa Luxemburgo.

Durante los años 1910 se dio un intenso debate dentro del marxismo entre los partidarios de Vladímir Lenin (leninismo) y sus críticos más izquierdistas dentro de lo que se ha llamado comunismo consejista y comunismo de izquierda, particularmente en Alemania. El comunista de izquierda alemán Paul Mattick describe esta situación en la siguiente forma:

...desde la izquierda de preguerra (que incluía a (Rosa) Luxemburgo, (Karl) Liebknecht, (Anton) Pannekoek y (Hermann) Gorter), emparejada con las luchas efectivas de los trabajadores en huelgas de masas en el este tanto como en el oeste, surgió allí un movimiento durante la guerra que continuó por unos cuantos años como una tendencia verdaderamente anticapitalista, y que encontró su expresión organizativa en diversos grupos antiparlamentarios y antisindicales en un número de países...Su objetivo no era un nuevo grupo gobernante en la sociedad, queriendo actuar "por los obreros" --y, con este poder, capaz de actuar contra ellos--, sino el control directo por los obreros sobre los medios de producción a través de una organización de la producción que asegurase este control. Estos grupos se negaron a distinguir entre los diferentes partidos y sindicatos, pero vieron en ellos restos de una fase pasada de luchas dentro de la sociedad capitalista.

#### Comunismo de izquierda
El comunismo de izquierda o izquierda comunista está formada por los grupos que expresan un conjunto de puntos de vista económica y políticamente comunistas que opone ideas políticas a los bolcheviques desde una posición que afirma ser más auténticamente marxista y proletaria que las del leninismo sostenidas por el Internacional Comunista después de sus primeros dos Congresos.
Los defensores del comunismo de izquierda han incluido a Rosa Luxemburgo, Hermann Gorter, Karl Korsch, Amadeo Bordiga y Paul Mattick pero no son los únicos.
Prominentes grupos de la Izquierda Comunista existen hoy incluyen a la Corriente Comunista Internacional (CCI) y el Buró Internacional para el Partido Revolucionario (BIPR). También diferentes facciones del viejo bordigista Partido Comunista Internacional son considerados organizaciones de la izquierda comunista.

#### Comunismo consejista
El comunismo consejista, consejismo o comunismo de consejos es una corriente proletaria-revolucionaria surgida en el ámbito de la izquierda comunista germano-holandesa de los años 1920-1930. Su punto de diferenciación y ruptura con la socialdemocracia y el leninismo está en la crítica de los modelos tradicionales de partidos y políticas comunistas. La formulación temprana de la teoría comunista-consejista fue llevada a cabo por Anton Pannekoek y Otto Rühle, en el transcurso de la revolución alemana. Un teórico consejista posterior y más joven pero no menos importante fue Paul Mattick.

#### Socialismo o barbarie

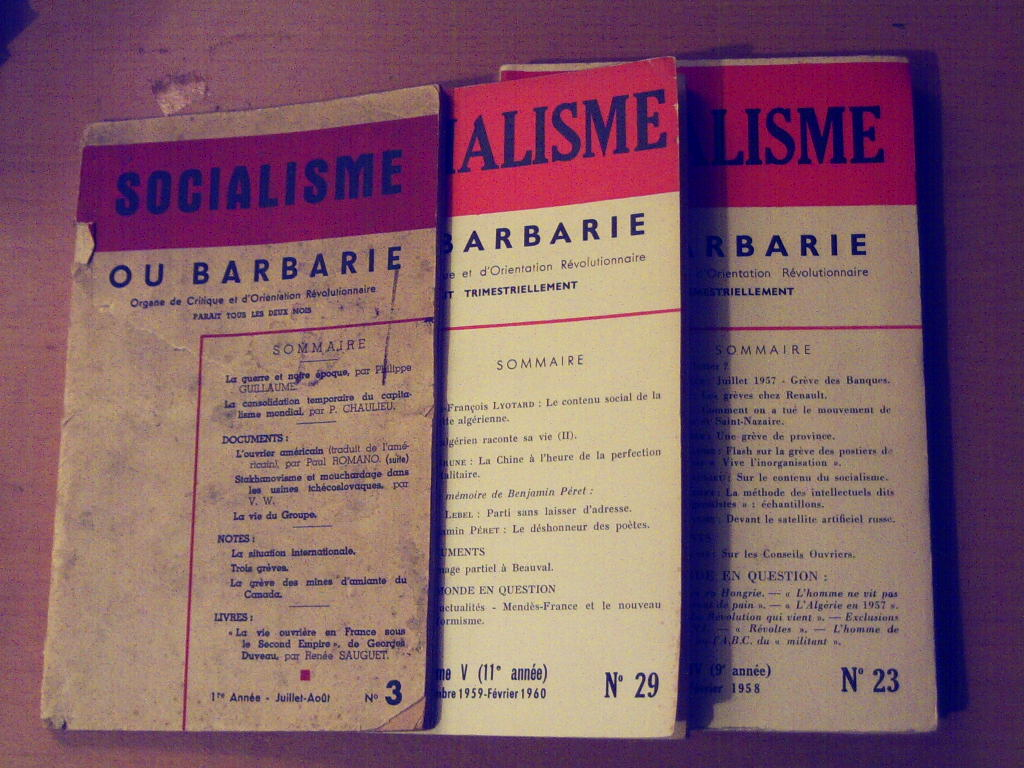
La revista Socialisme ou Barbarie.

Socialismo o barbarie fue un grupo marxista francés que existió entre 1948-1965. El nombre también se refiere a la revista del grupo. La expresión Socialismo o barbarie fue utilizada por primera vez por Rosa Luxemburgo en 1916, inspirada por un texto escrito por Friedrich Engels.
En 1946, Cornelius Castoriadis y Claude Lefort (entre otros miembros del Partido Comunista Internacionalista (PCI), de Francia), crearon la llamada tendencia Chaulieu-Montal, que pronto pasaría a llamarse Socialismo o barbarie. En 1948, la facción se separó del PCI y abandonó los postulados trotskistas, en particular la consideración de la URSS como estado obrero degenerado. El grupo comenzó entonces a publicar la revista del mismo nombre. Otros integrantes fueron: Daniel Blanchard (como Pierre Canjuers), Guy Debord, Jacques Gautrat (como Daniel Mothé), Gérard Genette, Pierre Guillaume, Alain Guillerm, Jean Laplanche, Jean-François Lyotard, Albert Maso (como Vega), Henri Simon y Pierre Souyri.

#### Internacional Situacionista
La Internacional Situacionista (IS) era una organización de artistas e intelectuales revolucionarios (véase situacionismo), entre cuyos principales objetivos estaba el de acabar con la sociedad de clases en tanto que sistema opresivo y el de combatir el sistema ideológico contemporáneo de la civilización occidental: la llamada dominación capitalista. La IS llegaba ideológicamente hablando a la mezcla de diferentes movimientos revolucionarios aparecidos desde el siglo XIX hasta sus días, notablemente del pensamiento marxista de Anton Pannekoek, de Rosa Luxemburg, de Georg Lukács así como del llamado comunismo de consejo o «consejismo».
Esta organización, creada formalmente en la localidad italiana de Cosio d'Arroscia el 28 de julio de 1957, nace en el seno de otro movimiento contestatario de los años 1950: la Internacional Letrista, a la cual los fundadores de la IS, notablemente Guy Debord (1931–1994) le reprochaban su ineficiencia. Junto a Debord participan otros exponentes situacionistas como Gianfranco Sanguinetti, Asger Jorn, Raoul Vaneigem, Constant Nieuwenhuys y otros. La IS es el producto de la fusión de una serie de grupos anteriores de artistas e intelectuales, como la Internacional Letrista, el Movimiento Internacional por un Bauhaus Imaginista (MIBI), el grupo COBRA (del que formará parte Lubertus Jacobus Swaanswijk) y el Psychogeographic Comité de Londres. En 1962 se organiza una de las primeras y numerosas escisiones, por iniciativa de siete miembros disidentes (conocidos como los Seven Rebels: Nash, Fazakerley, Thorsen, De Jong, Elde's Studio, Strid y Hans Peter Zimmer) la llamada Segunda Internacional Situacionista, que sin embargo no prosperará. Comúnmente se considera a la IS una de las principales impulsoras ideológicas de los acontecimientos sociales acaecidos en Francia en mayo de 1968.
Las únicas obras pictóricas de la Internacional situacionista son las pinturas industriales de Giuseppe Pinot-Gallizio y las peintures détournées de Asger Jorn.
En 1972 la Internacional Situacionista se autodisuelve, pasando algunos de sus miembros a fundar en 1974 la llamada Antinacional Situacionista, de vida efímera.

#### Movimiento autónomo

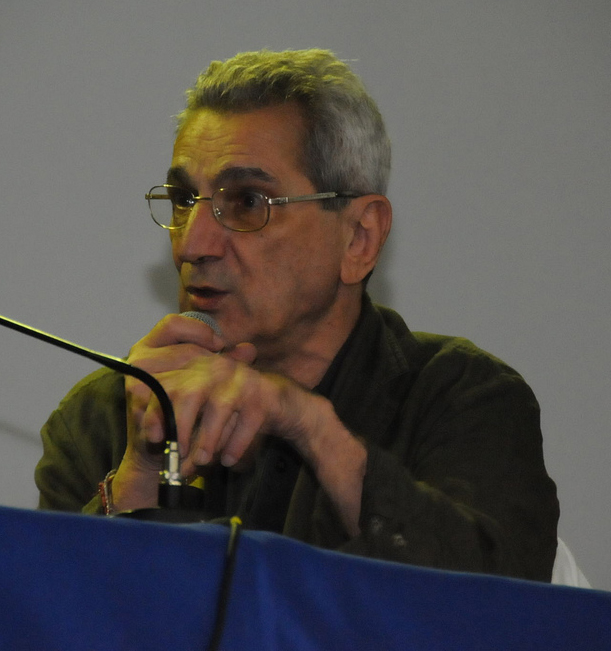
Antonio Negri, teórico del autonomismo marxista italiano.

El movimiento autónomo o marxismo autónomo (simplificado muchas veces como autonomismo) es una corriente política surgida desde la izquierda política y es, en algunos casos, parte de las interpretaciones del marxismo libertario (principalmente) y llega a coincidir con algunos postulados del anarquismo. Promueve un desenvolvimiento democrático y socializante del poder político, la democracia participativa, la horizontalidad, y una constante adecuación de las estrategias y tácticas a las realidades concretas de cada espacio.
Se caracteriza por criticar y evitar el vanguardismo y el burocratismo de los partidos y los sindicatos de izquierda clásicos desde un discurso anticapitalista y antiestatista. Esto apunta a analizar, criticar y evitar en la vivencia la determinación de las estructuras de poder de la sociedad capitalista y estatal, para así crear una autodeterminación de la vida que se base en la capacidad positiva y productiva de los sectores subalternos dentro de la modernidad y así también determinar a la sociedad.
Sus partidarios suelen ser llamados «autónomos» o «autonomistas». También existe la tendencia importante de enfatizar la política prefigurativa, o aquella que en acción ya contiene las formas sociales que desea sean la norma de la sociedad. Así también la idea relacionada de la posibilidad de experimentación social y rebeldía en el ahora y por ende la crítica a las visiones que miran al mundo mejor solo capaz de hacerse realidad después de realizar la revolución.

### Otras tendencias
Esta sección está destinada a tendencias posclásicas así como a tendencias que no pueden ser fácilmente clasificadas dentro de la distinción anarquista/marxista presentada anteriormente.

#### Socialismo corporativo o socialismo gremial
El socialismo corporativo (del inglés guild socialism, «socialismo gremial»), o guildismo, es un pensamiento político que abogaba por el control obrero de la industria a través de gremios, estos gremios no serían como el gremio medieval sino más bien una corporación sindical relacionada por ramo de empresa. Su funcionamiento sería una forma de socialismo fusionado con corporativismo sindicalista, de mando descentralizado; considerado en ocasiones la contraparte de origen anglosajón del sindicalismo revolucionario y el anarcosindicalismo latino que abogan por un tipo de corporación sindical denominada autogestión obrera, aunque no se conoce de un intercambio directo de ideas. Se originó en el Reino Unido y su tiempo más influyente fue el primer cuarto del siglo XX.
El socialismo corporativo estuvo inspirado en parte por los gremios de los artesanos y de otros trabajadores especializados que habían existido en la Inglaterra medieval, cuestionaba el reformismo del fabianismo y el extremismo colectivista del marxismo. Los gremios del socialismo corporativo, a diferencia de los sindicatos existentes, no confinarían sus demandas a las materias de salarios y de condiciones sino que intentarían obtener el control de la industria para los trabajadores a los que representan. En última instancia, los gremios industriales servirían como los órganos a través de los cuales la industria sería organizada en una sociedad socialista futura. No llegó a tener un corpus político completamente terminado. Fue asociado fuertemente a G.D.H. Cole y su círculo. El socialismo gremial o corporativo fue retomado por el sindicalismo de inspiración fascista (ver: nacional-sindicalismo, corporativismo fascista).

#### Anarquismo religioso

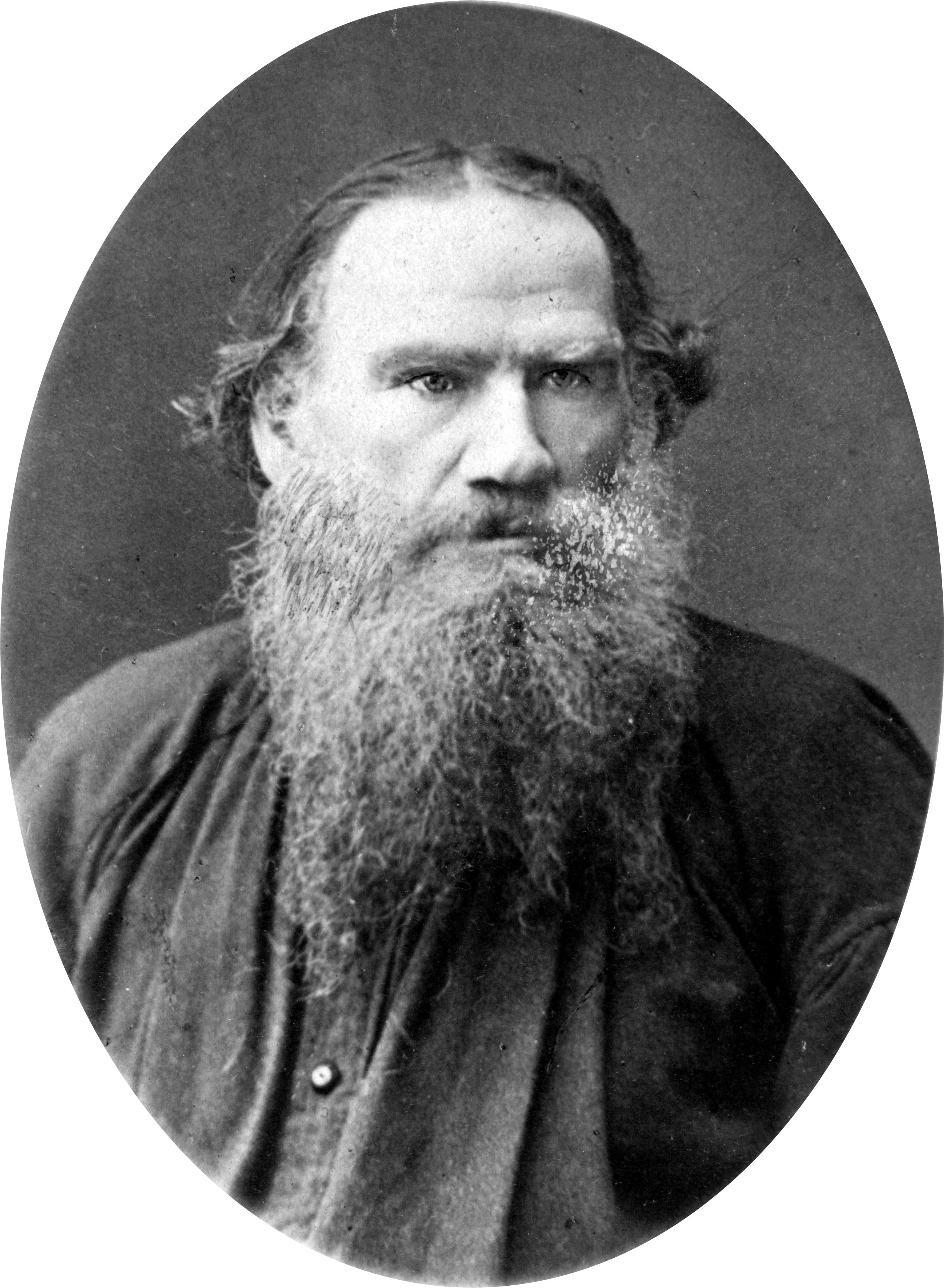
León Tolstói.

El anarquismo cristiano o anarcocristianismo es una forma de entender la vida cristiana en la que los principios éticos y de organización social son anarquistas. Los cristianos anarquistas afirman que si cada individuo es valioso ante Dios, sólo rige el derecho natural de las personas como fundamento de la libertad individual y no hay lugar para gobiernos, civiles o eclesiásticos, sobre las personas. Básicamente toman las enseñanzas del Evangelio como fundamento espiritual de la anarquía.
Un famoso cristiano libertario fue el escritor ruso León Tolstói, que inspiró al movimiento cristiano de los dujoboris. Otros teólogos y cristianos que influyen o han influido en esta propuesta son William Cavanaugh, Jacques Ellul, e Iván Illich. También existen corrientes anarquistas en el seno de casi todas las religiones. (Anarquismo y religión)

#### Gandhismo

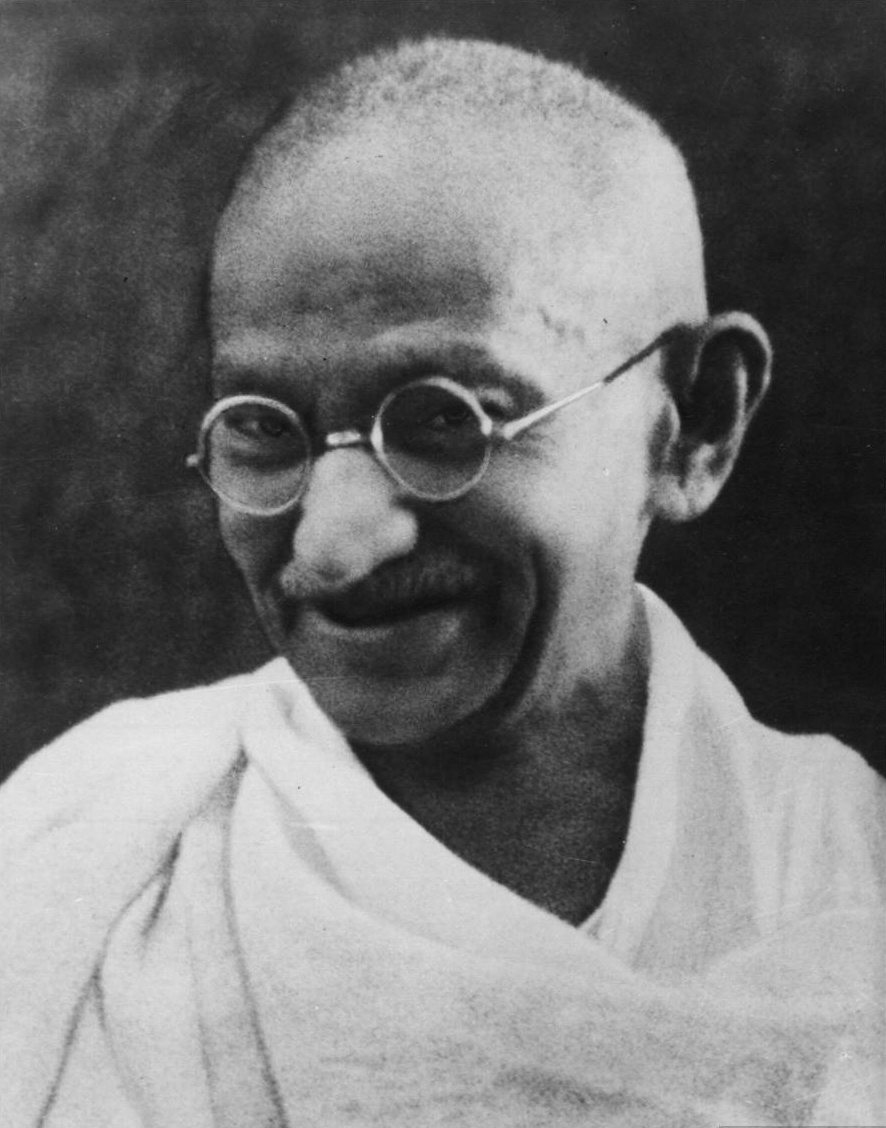
Mohandas Gandhi.

Mahatma Gandhi fue un abogado, pensador y político indio que se autodescribió como «anarquista filosófico». Instauró métodos de lucha social novedosos como la huelga de hambre, y en sus programas rechazaba la lucha armada y predicaba la ajimsa (no violencia) como medio para resistir al dominio británico. Mantuvo correspondencia con León Tolstói, quien influyó en su concepto de resistencia no violenta. Gandhi también se inspiró en el escritor estadounidense, y también anarquista, Henry David Thoreau que escribió el famoso ensayo La desobediencia civil. El mismo Gandhi, en parte, se ha convertido en un referente muy representativo del anarquismo pacifista. Una India libre para Gandhi significaba el florecimiento de miles de comunidades autosuficientes que se autogobiernan sin molestar a otras. La economía gandhiana se enfocaba en la necesidad de autosuficiencia al nivel local. Su política de sarvodaya llamaba a acabar con la pobreza a través del mejoramiento de la agricultura e industrias de escala pequeña en toda aldea. Gandhi criticó al primer ministro hindú Jawaharlal Nehru y a los modernizadores a fines de los años 1930 que llamaban a la industrialización rápida inspirada en el modelo soviético. Gandhi denunció aquello como deshumanizador y contrario a las necesidades de las aldeas en donde vivían la mayoría de los hindús. Bart de Ligt fue una anarcopacifista que se inspiró mucho en las ideas de Gandhi para escribir el tratado de teoría política La conquista de la violencia. El historiador anarquista George Woodcock reporta que La conquista de la violencia «fue leído ampliamente por pacifistas británicos y estadounidenses durante los años 1930 y llevó a muchos a adoptar un punto de vista anarquista».

#### Plataformismo
El plataformismo es una tendencia dentro del más amplio movimiento anarquista que promueve organizarse en la tradición de la Plataforma Organizativa para una Unión General de Anarquistas (Propuesta) de Néstor Majnó, Ida Mett, Piotr Arshínov, Valevsky, Linsky. La plataforma nació de las experiencias de los anarquistas rusos durante la Revolución de octubre de 1917, que condujo finalmente a la victoria de la dictadura del partido bolchevique en vez de a la autogestión de obreros y campesinos. La plataforma intenta explicar y solucionar los fallos del movimiento anarquista durante la Revolución rusa y del anarquismo en aquella época como ser la falsa interpretación del principio de libertad individual en las filas del anarquismo, entre otras cosas. Como documento polémico, la plataforma provocó tanto elogios como críticas de anarquistas de todo el mundo.
La Plataforma Organizativa para una Unión General de Anarquistas (Borrador) fue escrita en 1926 por el grupo Dielo Trudá (Causa Obrera), un grupo de anarquistas rusos exiliados en Francia. El folleto es un análisis de las prácticas anarquistas básicas, una visión de la sociedad anarquista, y recomendaciones de cómo debería funcionar una organización anarquista antes y durante la revolución. Los cuatro principios fundamentales por los que debería funcionar una organización anarquista, según la Plataforma, son unidad ideológica, unidad táctica, disciplina y acción colectiva, y federalismo. Hasta fechas recientes, la plataforma era conocida como «Plataforma organizacional de los comunistas libertarios» porque la traducción estaba basada en la traducción incorrecta de Volin, y no en el original ruso.

#### Dentro de la Nueva Izquierda

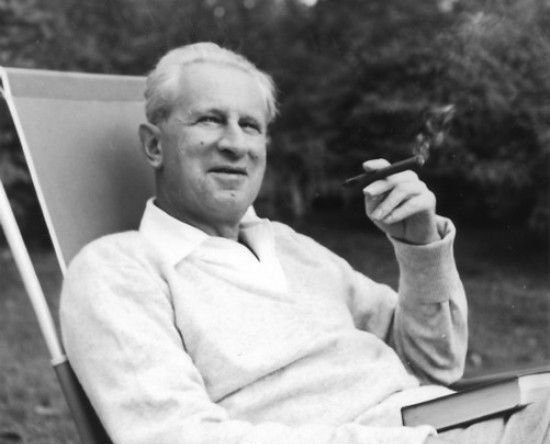
Herbert Marcuse, asociado con la Escuela de Fráncfort, fue un influencial socialista libertario en la Nueva Izquierda estadounidense.

La emergencia de la Nueva Izquierda en Estados Unidos en los años 1950 y 1960 condujo hacia un nuevo interés en el socialismo libertario. La crítica de la Nueva Izquierda al autoritarismo de la izquierda tradicional estuvo asociado con un interés fuerte en la libertad personal, la autonomía (el pensamiento de Cornelius Castoriadis) y hacia un redescubrimiento de tradiciones socialistas más antiguas, como el comunismo de izquierda, el comunismo consejista, y la Industrial Workers of the World. La Nueva Izquierda también condujo a un regreso del anarquismo. Publicaciones como Radical America y Black Mask en los Estados Unidos, Solidarity, Big Flame y Democracy & Nature, seguido por The International Journal of Inclusive Democracy en el Reino Unido, introdujeron las ideas del socialismo libertario a una nueva generación. Así la ecología social, la parecon, y la democracia inclusiva emergieron de esto.
La Nueva Izquierda en los Estados Unidos de los 1960 también incluyó a grupos anarquistas, contraculturales y relacionados con el movimiento hippie como los Yippies liderados por Abbie Hoffman, The Diggers y Up Against the Wall Motherfuckers. Para 1966, los Diggers abrieron tienda gratis que simplemente regalaban lo que ofrecían, proveían comida gratis, distribuían drogas gratis, organizaban conciertos gratuitos, y realizaban obras de arte político. Los Diggers tomaron su nombre de los originales Diggers de Inglaterra liderados por Gerrard Winstanley y deseaban crear una minisociedad libre de dinero y del capitalismo. Por otro lado los Yippies empleaban acciones teatrales, como el postular a un cerdo («Pegasus el Inmortal») como candidato a presidente en 1968, para burlarse del statu quo. Han sido descritos como un movimiento político juvenil altamente teatral, antiautoritario y anarquista de «política simbólica».
Por otra parte, en esta época también se fermentó la alianza entre libertarios de mercado y la propia Nueva Izquierda, lo que daría origen al libertarismo de mercado de izquierda.

#### Comunalismo

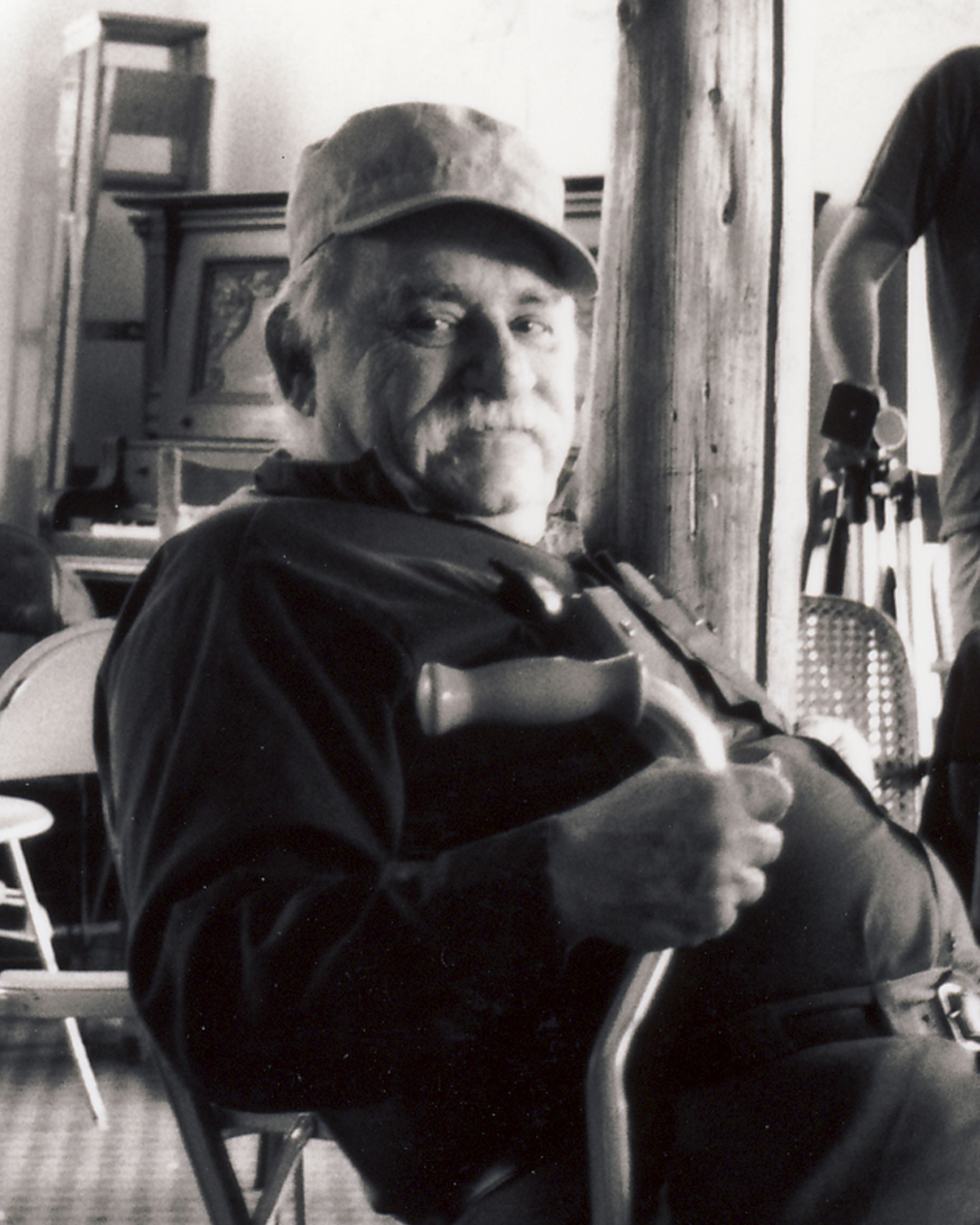
Murray Bookchin, teórico del comunalismo.

El comunalismo es la teoría política creada por el exanarquista Murray Bookchin. Está basada en la teoría de Bookchin llamada «ecología social» que combina nociones del ecologismo y el anarcocomunismo y que afirma existe una relación holística entre los seres naturales, incluidos los seres humanos, que afirma que el orden natural no necesita autoridades ni mando centralizado, sino que es descentralizado. Con base en la ecología social se propone un manejo localista y asambleario de los municipios y el medio ambiente, el comunalismo. Para los comunalistas la naturaleza se autorregula y de igual forma pueden organizarse los humanos, que producen los problemas ambientales sólo cuando introducen procesos autoritarios o centralizados en sus sociedades.
Propone el desarrollo sostenible de la biotecnología, la tecnología adecuada y la arquitectura sustentable en lo técnico, y en lo político la gestación de instituciones localistas e interconectadas en redes federativas biorregionales, junto con una economía ecológica.

#### Parecon

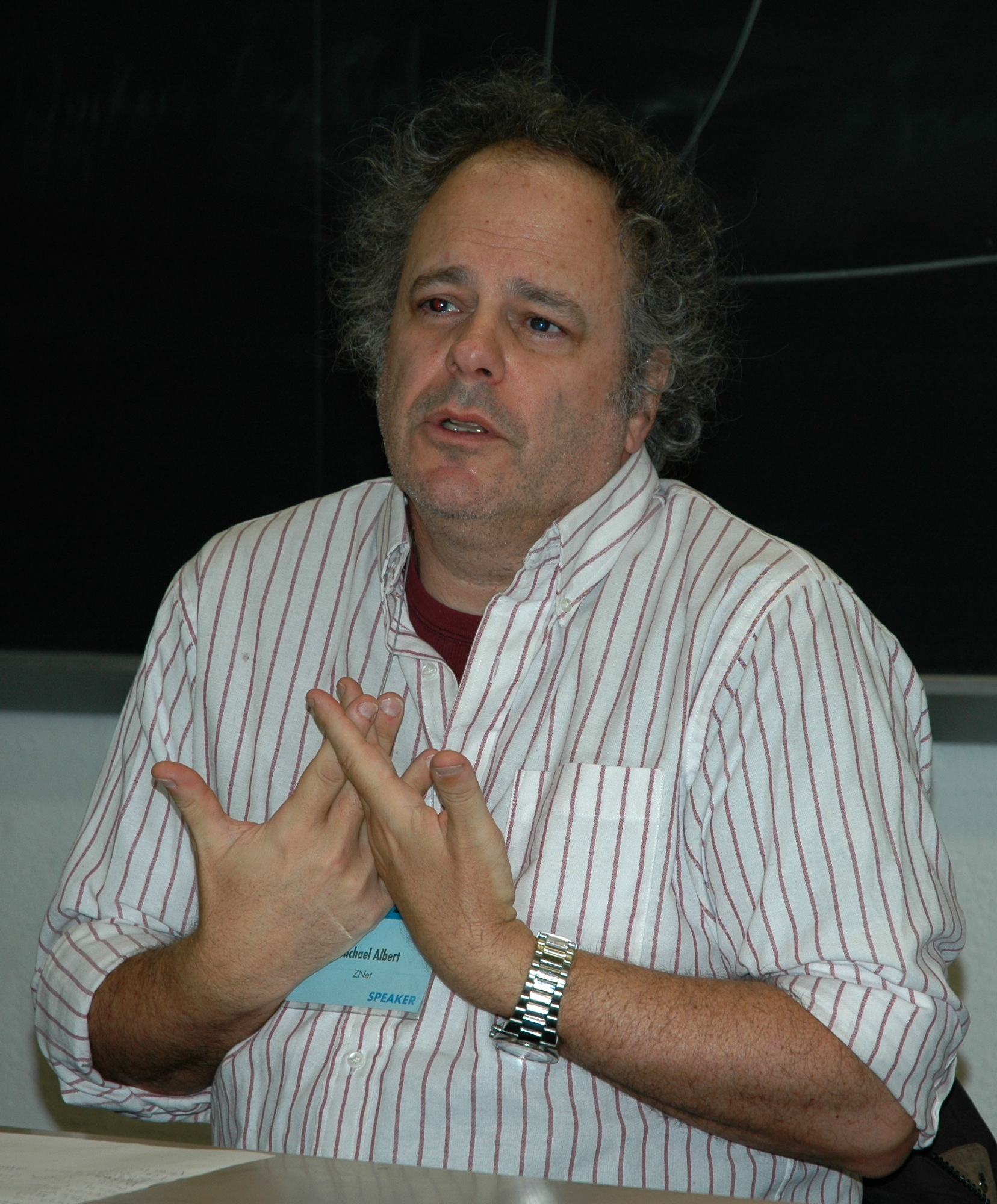
Michael Albert.

La economía participativa —frecuentemente abreviada como parecon— es un sistema económico propuesto que usa una toma de decisiones participativa como mecanismo económico en una sociedad dada. Propuesto como alternativa libertaria a las economías de mercado capitalistas vigentes, y también al socialismo de planificación central, y ante la necesidad de aplicación presente de los principios y aspectos constructivos del anarquismo: autogestión y federalismo en las empresas. Surgió del trabajo del activista y teórico político Michael Albert, y del economista radical Robin Hahnel, en las décadas de 1980 y 1990.

Creo que el propio parecon es un proyecto económico anarquista, porque realiza funciones económicas deseables, de manera de incorporar rápidamente la influencia y el envolvimiento de cada persona. El parecon no posee jerarquías fijas y estructura de clases. Genera, no solo participación y justicia en los resultados sociales y materiales, como también autogestión real, lo que es claramente un objetivo del anarquismo. Debo pensar, en otros términos, que los anarquistas no deben hallar el parecon simplemente adecuado, y sí verlo como un compañero muy próximo de sus aspiraciones.
Michael Albert

La idea de la economía participativa o parecon, fue construida mezclando parte de los conceptos anarquistas colectivistas, del cooperativismo, parte de los conceptos de otras corrientes socialistas de cuño libertario, como es el caso de los comunistas consejistas, y desenvuelve características propias, profundizando o modificando algunas de las tradiciones clásicas.

#### Democracia inclusiva
La Democracia Inclusiva (DI) es un proyecto político que persigue la democracia directa, la democracia económica (más allá de los confines de la economía de mercado y de la planificación central), la (democracia en el ámbito social) y la democracia ecológica. El proyecto teórico de la DI (para distinguirlo del proyecto político que es parte de la tradición democrática y autónoma) emerge del trabajo del filósofo político, antiguo académico y activista Takis Fotopoulos en Towards An Inclusive Democracy (Hacia una democracia inclusiva) y fue desarrollado más tarde por él y otros escritores en el journal Democracy & Nature y su sucesor The International Journal of Inclusive Democracy.
De acuerdo con Arran Gare, Towards An Inclusive Democracy, «ofrece una nueva y poderosa interpretación de la historia y la dinámica destructiva del mercado y provee una nueva e inspiradora visión del futuro en lugar de las formas existentes de neoliberalismo y socialismo». También, como David Freeman señala, aunque la aproximación de Takis «no es abiertamente anarquismo, sin embargo el anarquismo parece ser la categoría formal en la cual él desarrolla su trabajo, dada su entrega a la democracia directa, el municipalismo y la abolición del Estado, del dinero y de la economía de mercado».

#### Anarquismo insurreccionalista
El anarquismo insurreccionalista es una teoría revolucionaria practicada por sectores anarquistas surgida en las últimas décadas del siglo XX que enfatiza la importancia de la insurrección como puesta en práctica del anarquismo. La insurrección implica desde formas diarias de comportamiento antisistémico hasta la insurrección de masas generalizada. Tiende a resistirse a las organizaciones permanentes y enfatiza la espontaneidad y el informalismo en la lucha que se manifiesta en grupos de afinidad espontáneos.
El anarquismo insurrecionalista contemporáneo hereda los puntos de vista y las tácticas del anarcocomunismo antiorganizacional y el ilegalismo.

#### Zapatismo

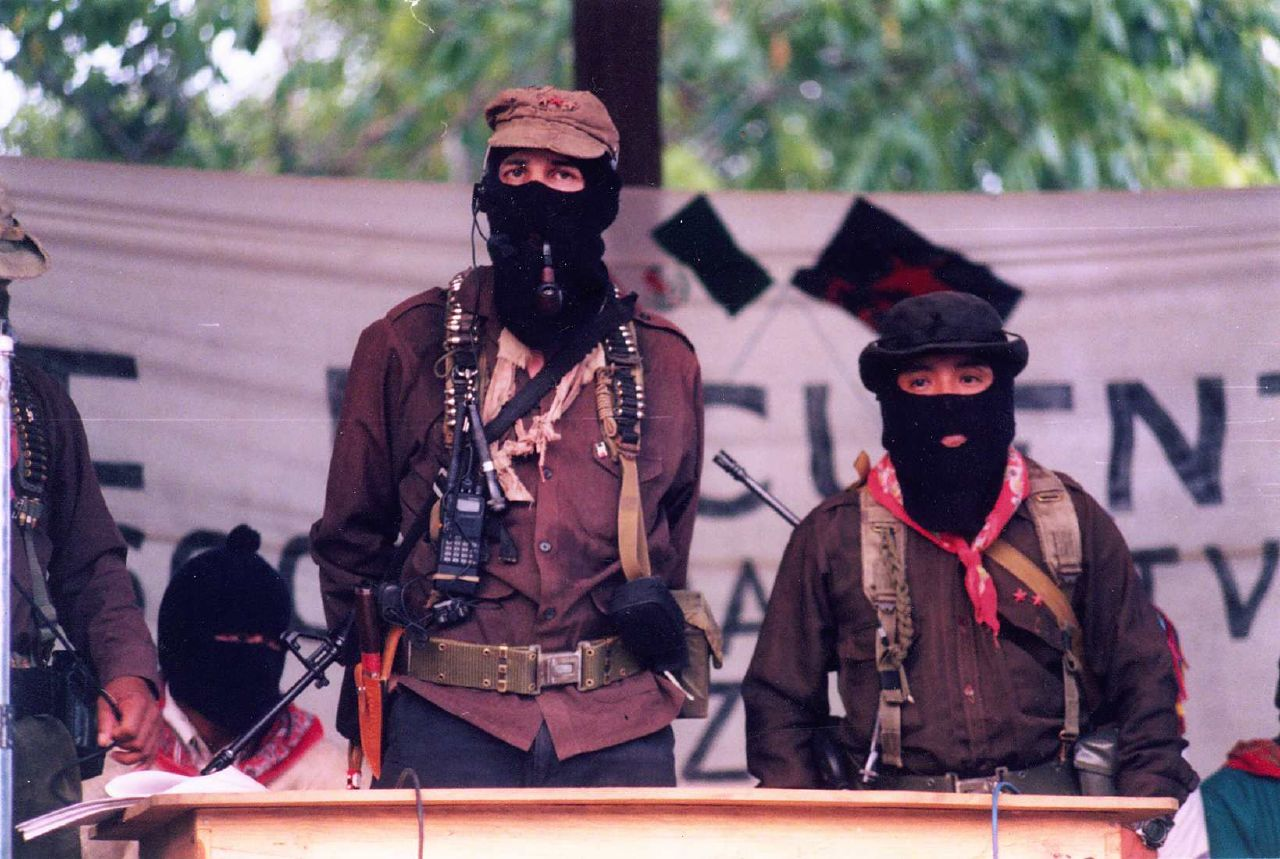
Subcomandante Marcos (centro) en Chiapas, 1999.

Zapatismo es un término empleado por historiadores para referirse al movimiento armado identificado con las ideas de Emiliano Zapata, caudillo de la Revolución mexicana, plasmadas principalmente en el Plan de Ayala de 1911. Los integrantes del Ejército Libertador del Sur encabezado por Zapata eran conocidos como «zapatistas». Una de las frases más simbólicas del zapatismo era que «la tierra es de quien la trabaja» acuñada originalmente por el propio Zapata mientras trataba de eliminar el caciquismo en México y restituir la posesión de la tierra a las clases campesinas del sur del país. La frase y lo que representa se convirtió en el símbolo del agrarismo mexicano. El zapatismo, agrarista y armado, tuvo concordancias en su proyecto con el magonismo (ver Ricardo Flores Magón), teórico y obrero.
Neozapatismo es una corriente político-ideológica anticapitalista que representa la concepción contemporánea de su antecesora más conocida, el zapatismo, y es promulgada por los miembros del Ejército Zapatista de Liberación Nacional (EZLN) y sus adeptos. El EZLN adoptó el término y la ideología de los zapatistas originales y los magonistas de la Revolución mexicana, como demandas vigentes en la vida política y social de México. Después del levantamiento armado del 1 de enero de 1994, el zapatismo del EZLN a nivel internacional, principalmente por las Declaraciones de la Selva Lacandona y los múltiples comunicados de su vocero, el subcomandante Marcos. Su objetivo es, según el subcomandante Marcos, «¿La toma del poder? No, apenas algo más difícil: un mundo nuevo». y en la Declaración de la Selva Lacandona se estableció: «...lucha por trabajo, tierra, techo, alimentación, salud, educación, independencia, libertad, democracia, justicia y paz... lograr el cumplimiento de estas demandas básicas de nuestro pueblo formando un gobierno de nuestro país libre y democrático».

#### Comunización
Comunización se refiere a una teoría comunista contemporánea en la cual se encuentra una «mezcla de anarquismo insurrecionalista, el comunismo de izquierda, posautonomistas, corrientes antipolíticas, grupos como Comité Invisible así como corrientes más explícitamente comuizadoras, como Théorie Communiste y Endnotes. Obviamente en el corazón de la palabra esta el comunismo y, como sugiere el cambio hacia la comunización, el comunismo como una actividad particular y proceso.
La idea de comunización empezó a ser usada a principios de los años setenta por algunos miembros de la corriente comunista radical heredera de la comunismo de izquierda italiano y del consejismo germano-neerlandés. Grupos como La Vieille Taupe, Invariance, La Guerre Sociale, entre otros, hablaron de comunización para describir una nueva manera de entender el comunismo y la revolución, distinta de la que había sido dominante en tiempos de la revolución rusa y de la Tercera Internacional. Si bien los grupos que plantean esta idea han sido influidos por la Internacional Situacionista, éstos forman una corriente que hunde sus raíces en una época anterior: entre sus influencias se hallan las fracciones comunistas que se opusieron a la bolchevización de la Tercera Internacional en los años 20; grupos como Socialismo o Barbarie y los propios situacionistas en los 60; y una variedad de organizaciones de inspiración consejista que florecieron en Europa en los años 60 y 70 (entre ellos La Guerre Sociale, la revista Etcétera en España, La Banquise y otros). Particularmente importantes han sido, en años más recientes, las investigaciones teóricas desarrolladas por grupos como Theorie Communiste y la revista Troploin. Asimismo, en torno a estas discusiones se han desarrollado en años recientes una serie de publicaciones y grupos que se definen como "corriente comunizadora". No obstante, pese a la apariencia de homogeneidad que dicha corriente pueda tener, en su interior se dan frecuentes discrepancias acerca del sentido de la noción y de su viabilidad práctica.

## Críticas
La naturaleza «libertaria» (o partidaria de la libertad) del socialismo libertario ha sido cuestionada desde el libertarismo. Según esta corriente ideológica, la libertad individual vista desde el derecho natural o el derecho negativo sería incompatible con algunas formas de socialismo libertario, en razón que este último prioriza la aprobación democrática de la comunidad y la expropiación en nombre de criterios colectivistas entrando en un conflicto insalvable con la libertad de contratación y la libertad de asociación entre individuos.